# Alchemilla racemulosa
Alchemilla racemulosa é uma espécie de rosácea do gênero Alchemilla, pertencente à família Rosaceae.